# Családok Jézusban közösség
A Családok Jézusban közösség (németül Familien mit Christus) olyan katolikus karizmatikus lelkiség, amely a római katolikus egyház tanítását vallva céljának tekinti a házasságok, családok lelki támogatását, megújítását.

## Története
A Familien mit Christus katolikus közösség 1985-ben alakult Németországban. A regensburgi püspök által elfogadott közösség 1989 óta lelkigyakorlatos házat tart fenn egy bajor zarándokhelyen, Heiligenbrunnban. Itt a ma is működő forrás vizétől 1662-ben meggyógyult egy beszélni nem tudó fiú.
Gorove László állandó diakónus, az Országos Mentőszolgálat volt főigazgatója feleségével, Krisztinával 1998 húsvétján ismerték meg a mozgalmat. 1999 januárjában csatlakoztak a Családok Jézusban életébe, és a vezetők egyetértésével megalakították a magyarországi testvérközösséget, melynek ők a vezető házaspárja. Ma huszonkét házaspáron kívül egyedülálló tagjuk is van, aki a szüzek rendjében tett fogadalmat, ugyanakkor hivatást érez a családok szolgálatára. Mind a német, mind a magyar közösség a Katolikus Karizmatikus Megújuláshoz tartozónak vallja magát.

## Tevékenysége
A közösség alapvető feladatai közé tartozik a rendszeres imádkozás, szentségimádás és a lelkigyakorlatokon való részvétel és szolgálat. A közösség tagjai igyekeznek a lakóhelyük szerinti egyházközségben részt venni a házasok, családok programjainak szervezésében. Van, aki baba-mama klubot irányít, másvalaki bibliórákat tart házaspároknak, mások inkább a nagy lelkigyakorlatokon és a hétvégi programokon segítenek be, akad, aki jegyesoktatást tart. Havonta egy alkalommal mindnyájan összejönnek. Évente egyszer közösségi lelkigyakorlatot tartanak, ősszel pedig kirándulással egybekötött hétvégét szerveznek a gyerekekkel.
Rendszeresen programokat kínálnak keresztény jegyeseknek, házaspároknak és családoknak, egyetlen estétől a hétvégi lelkigyakorlatokon keresztül egészen a kéthetes családos kurzusokig: jegyesoktatást, azaz házasságra való felkészítést, "szülő- és férfisuli"-t, valamint házas, családos és jegyes lelkigyakorlatokat, hétvégéket szerveznek és vezetnek. Házasságra készülőknek a jegyes lelkigyakorlatokon túl jegyes beszélgetéseket is tartanak. A házasságra való felkészítés általában hat hónapig tart, ezalatt nyolc-tíz találkozóra kerül sor, harminc-egynéhány fejezetből álló, általuk írt tematika alapján, melyek általában a házassági kommunikációról, az imáról és a szexualitásról szólnak. A jegyesek két házaspárhoz járnak: egyrészt a magyar közösség vezető házaspárjához, illetve egy másik választott fiatalabb házaspárhoz a közösségből. A farsangi bálok, a kirándulások és egyéb közösségi programok lehetőséget teremtenek arra, hogy a családok, illetve a párok jobban megismerhessék egymást. Sokszor hívják őket a Regnum Marianum Közösség különböző csoportjaihoz, ahol a szexualitásról és a párválasztásról beszélnek.
A mai Valentin-napi szokásnak középkori keresztény néphagyományi gyökerei vannak, mely kihalt, majd később került vissza Amerikán keresztül. Ezért született meg a Valentin-napi szerelmesek miséje. Február 13-án szentmise keretében az evangélium és a prédikáció a társkapcsolatról és a szerelemről szól, a végén a párok tagjai megáldják a másikat, és imádkoznak egymásért. A Gorove házaspár kitalálta, hogy wellness-lelkigyakorlatot szerveznek. Hétvégén elmennek egy wellness hotelbe, és a pihenés mellett keresztény örömökről, lelki előadásokról is gondoskodnak. A közösség férfi tagjai ezzel a hétvégi programmal lephetik meg feleségüket.

### Tagság
A közösséghez való csatlakozás szándékát írásban kell kérni a közösség vezetőjétől. A felvételről a vezetőség (tanács) dönt. Akikben megérik az elhatározás, a nagyböjt első hétvégéjén tartott közösségi lelkigyakorlatokon tesznek ígéretet, ahol szentmise keretében veszi föl őket a vezető. A belépést követően kétéves próbaidő kezdődik. Ezt a három évig tartó elköteleződés szakasza követi, amely ezután tetszőlegesen, háromévente meghosszabbítható. A tagok egyéni lelki életének irányelvei a következők: önátadás, napi személyes, csendes ima, a Szentírás olvasása, kiengesztelődés a felebarátokkal, közbenjárás a családokért, lelkigyakorlatokon való részvétel és lelki vezetés, a szentségek vétele, valamint anyagi felajánlás szociális, közösségi vagy evangelizációs célokra.